# エレモテリウム
エレモテリウム (Eremotherium) は、新生代第四紀の後期更新世や中期完新世（ノースグリッピアン）まで北アメリカ大陸と南アメリカ大陸に生息していた地上性のナマケモノ（ground sloth）の属である。メガテリウムと並ぶ地球史上最大の異節類であった。

## 形態

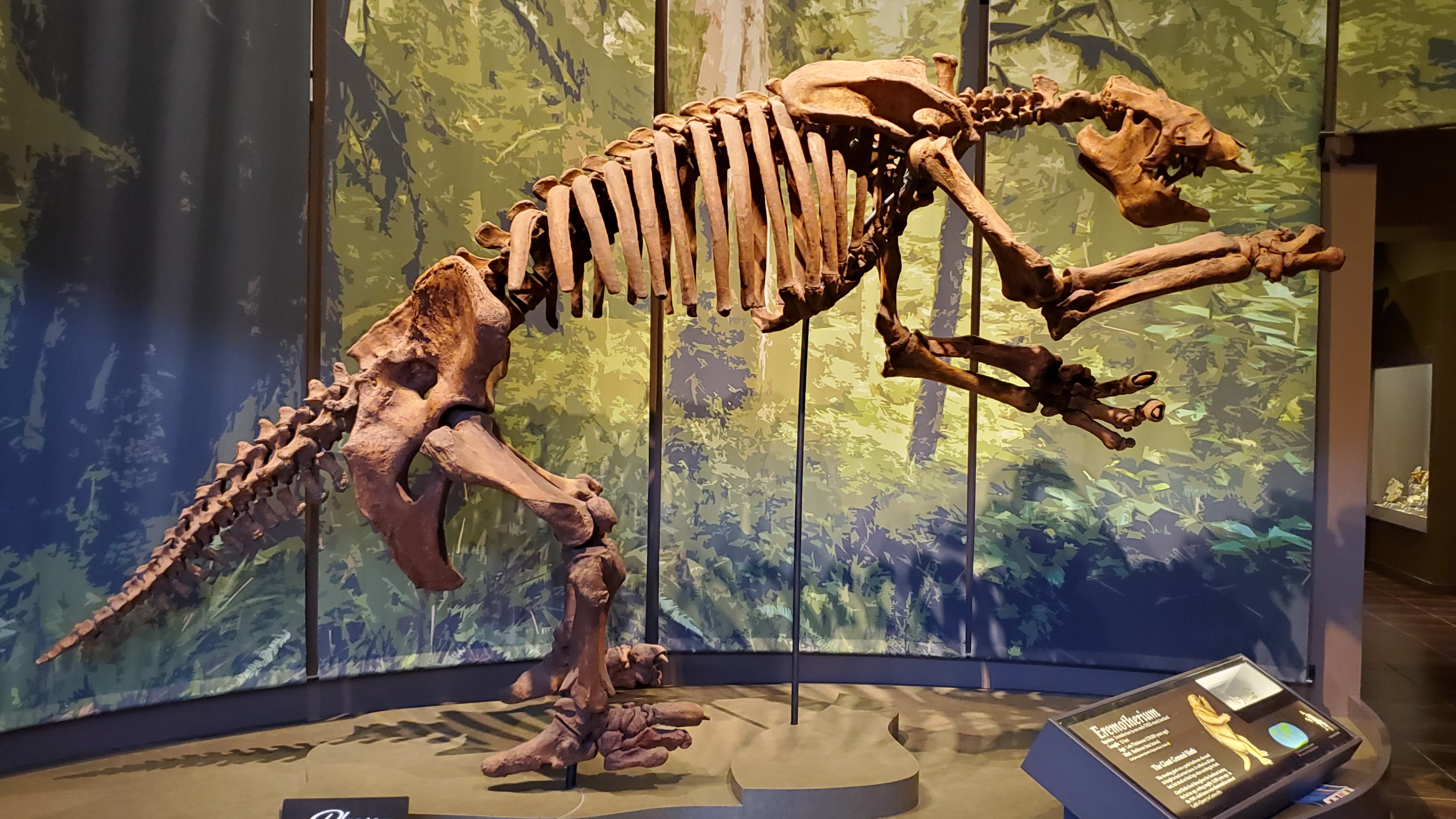
エレモテリウムの骨格標本。

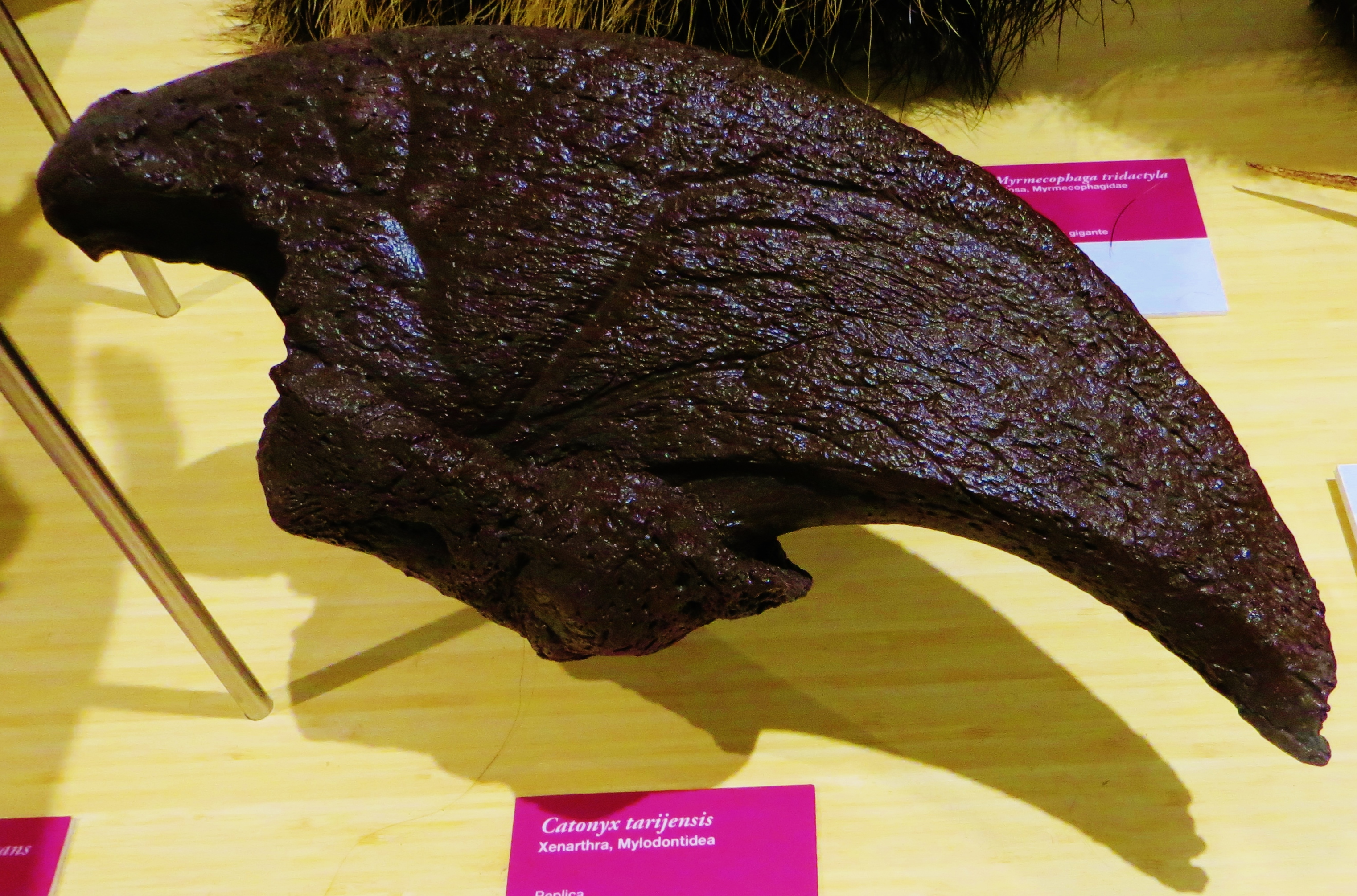
フロリダ半島で発掘されたエレモテリウムのかぎ爪。

エレモテリウムは南アメリカ大陸に分布していたメガテリウムに匹敵する大きさを持つ最大級のオオナマケモノであり、体長は6メートル、四足歩行時は体高2メートル、直立時は高さ4メートルに達したとされており、体重も約4トンから6.55トンになったと考えられており、体重を考慮すればメガテリウムよりも大型であった可能性も指摘されている。
エレモテリウムとメガテリウムは他のオオナマケモノ類と比較しても明らかに大型であり、更新世以降の南北アメリカ大陸に生息していた最大級の陸棲哺乳類の一角であった。この2種は体長や体重から見ても長鼻目に匹敵する大型動物であった。一方で、頭蓋骨は長さや幅などではメガテリウムに匹敵したものの、全体的にはより軽量な構造をしていた。
オオナマケモノであるために現生の樹上性のナマケモノとは大きく姿が異なり、プロポーション的により短いが強力な手足を持ち、かぎ爪も力強く、尻尾も現生種より長かった。
なお、メガテリウムなどにも言えるがエレモテリウムが現生のナマケモノと同様の毛を体表に持っていたのか、それとも現生のゾウのようにほとんど毛を生やしていなかったのかは明らかになっていない。

## 分布

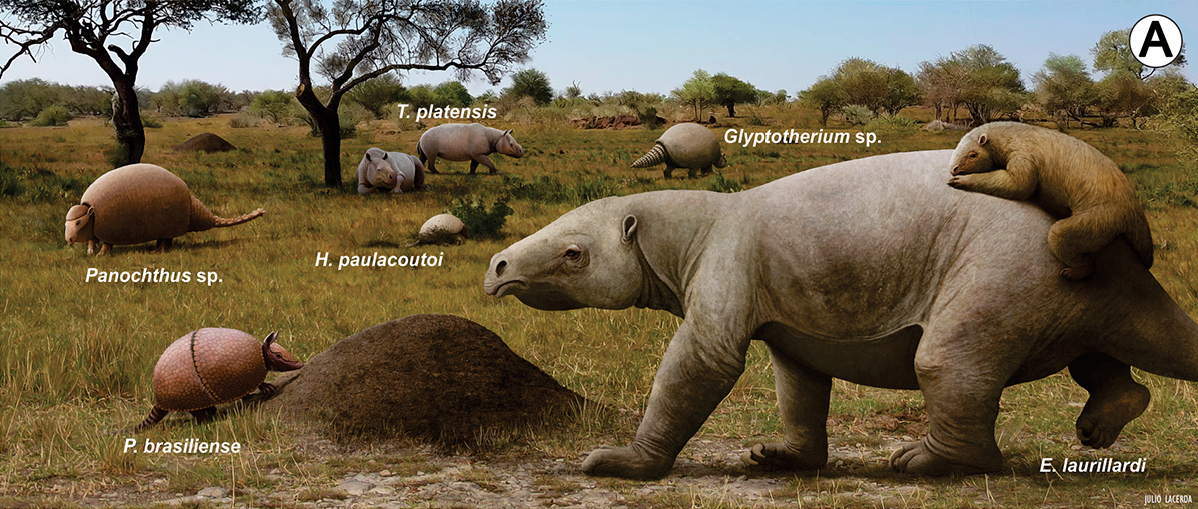
エレモテリウムを含む当時のブラジル（セルジペ州）の陸棲動物。

メガテリウムとは対照的にアメリカ大陸間大交差を経て北米大陸にまで生息を広めたことが最大の特徴であり、オオナマケモノ全体で見ても最も分布が広大だったとされている。北米大陸の南部に到達した後も、間氷期の比較的に温暖な時代にはより北方に進出したとされている。
化石の年代分布は鮮新世後期から中期完新世（ノースグリッピアン）であり、北はニュージャージー州・サウスカロライナ州・ジョージア州から南はリオグランデ・ド・スル州に拡散していたが、絶滅した後期更新世末期や完新世の頃には現在のアメリカ合衆国には見られずにメキシコが北限であった。
なお、標高2,000メートルを超える高地からも化石が発見されている。
なお、南アメリカ大陸においては本種とメガテリウムは隣接する形で分布しており、あまり重複が見られないのも特徴的である。

## 絶滅

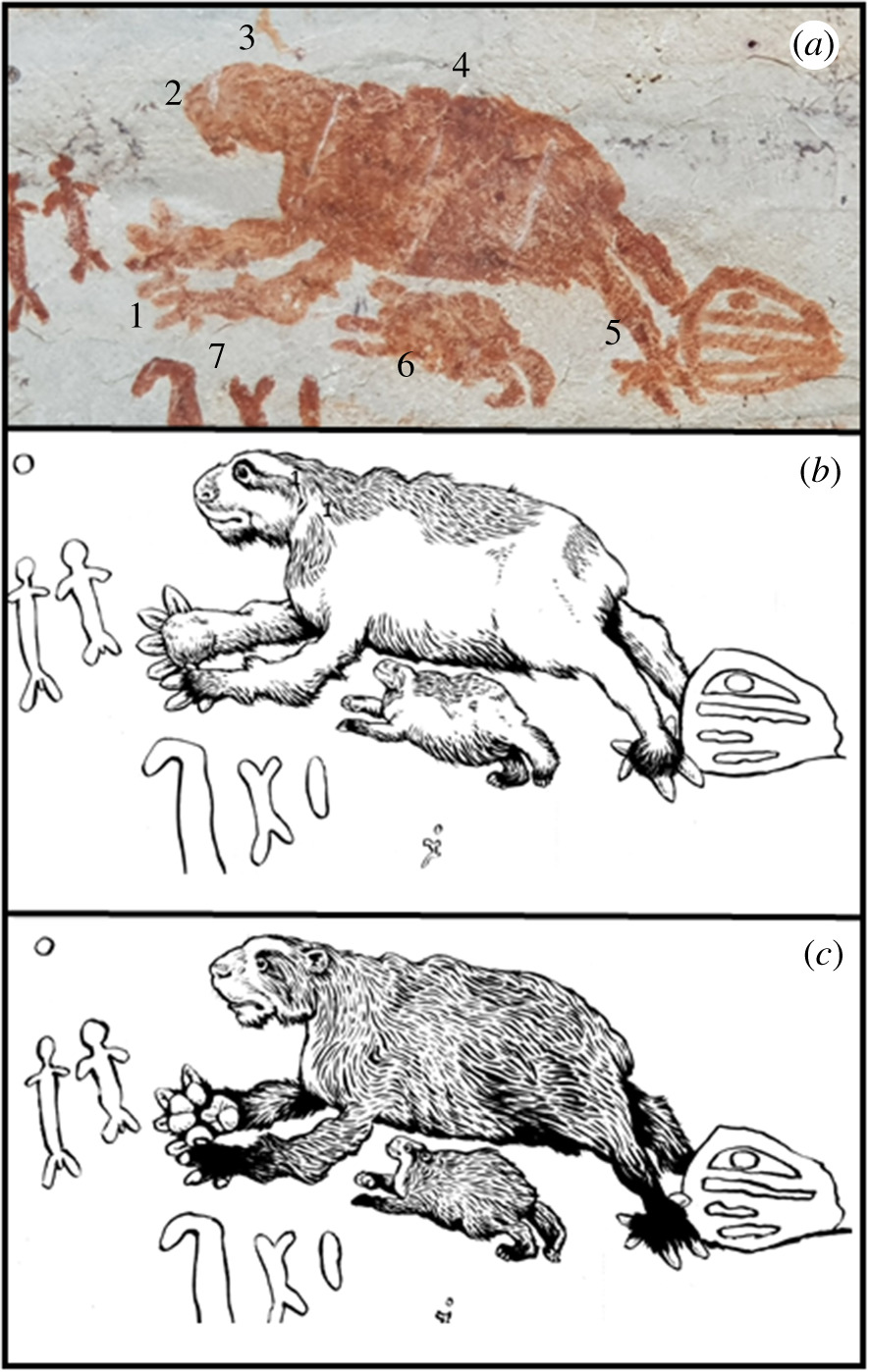
エレモテリウムまたはショートフェイスベア（アルクトテリウム）を描いたものと推測されているコロンビア北部の岩絵。

エレモテリウムの厳密な絶滅の時期は判明していないが、もっとも新しい時代の化石は11,340BPに該当しており、アマゾン川の支川であるタパジョース川の付近から発見されている。
本種やメガテリウムなどのオオナマケモノ類は、他の多くの陸棲大型動物と同様に後期更新世から完新世初期に大量に絶滅しており、厳密な絶滅の要因がすべて解明されているわけではないが、人類や気候変動による影響が大きな要因だった可能性が挙げられている。
一方で、パレオ・インディアンが加工した可能性があるエレモテリウムの歯が発見されているものの、これらの歯の変形は自然のプロセスを経て発生したものであると否定する意見も存在しており、本種が人類の狩猟対象になっていたことを示す確実な証拠はまだ発見されていない。